# Eisenbahnbrücke Tarascon–Beaucaire
Die Eisenbahnbrücke Tarascon–Beaucaire quert die Rhone zwischen Tarascon, Département Bouches-du-Rhône in der Region Provence-Alpes-Côte d’Azur und Beaucaire, Département Gard in der Region Okzitanien in Frankreich.
Sie ist eine der ältesten noch existierenden gusseisernen Eisenbahnbrücken Frankreichs.

## Beschreibung
Die zweigleisige Brücke führt die Bahnstrecke Tarascon–Sète-Ville über die Rhone und den parallelen Canal de Beaucaire. Sie besteht aus sieben Segmentbögen mit Spannweiten von 60 m und Pfeilhöhen von 5 m, an die sich an beiden Ufern je eine gemauerte Bogenbrücke über die schmalen Uferstraßen anschließt. Sie ist insgesamt 548 m lang und 9 m breit.
Da die Grenze der beiden Départements hier auf dem linken Ufer verläuft, steht nur die kurze Mauerwerksbrücke über den Chemin du Petit Roubian in Tarascon auf dem Gebiet des Département Bouches-du-Rhône, während die acht Pfeiler mit den sieben Brückenfeldern und der auf der anderen Seite anschließenden Bogenbrücke auf dem Gebiet des Département Gard stehen.

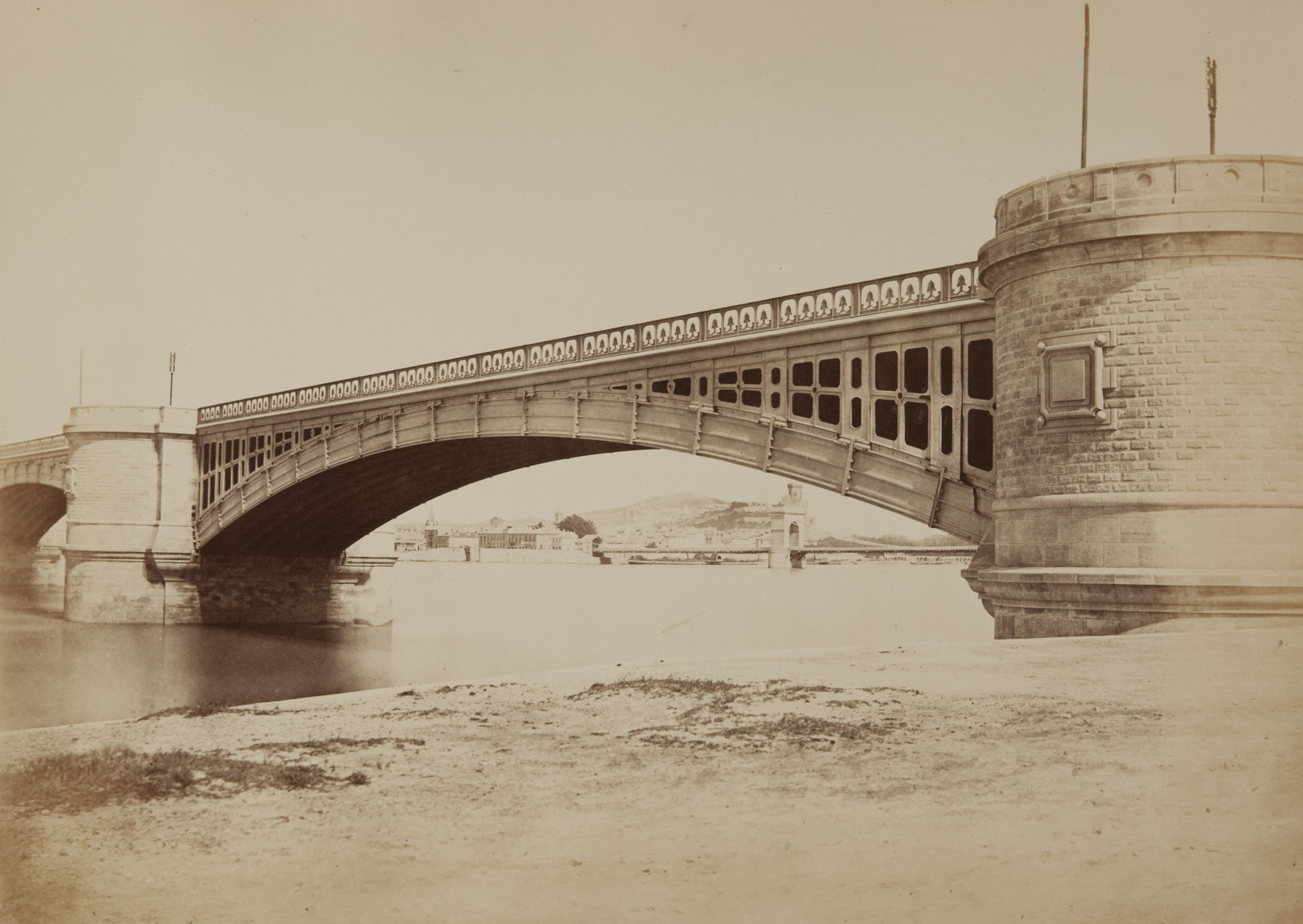
Teilansicht von ca. 1865, im Hintergrund ist die damalige Hängebrücke für den Straßenverkehr zu sehen

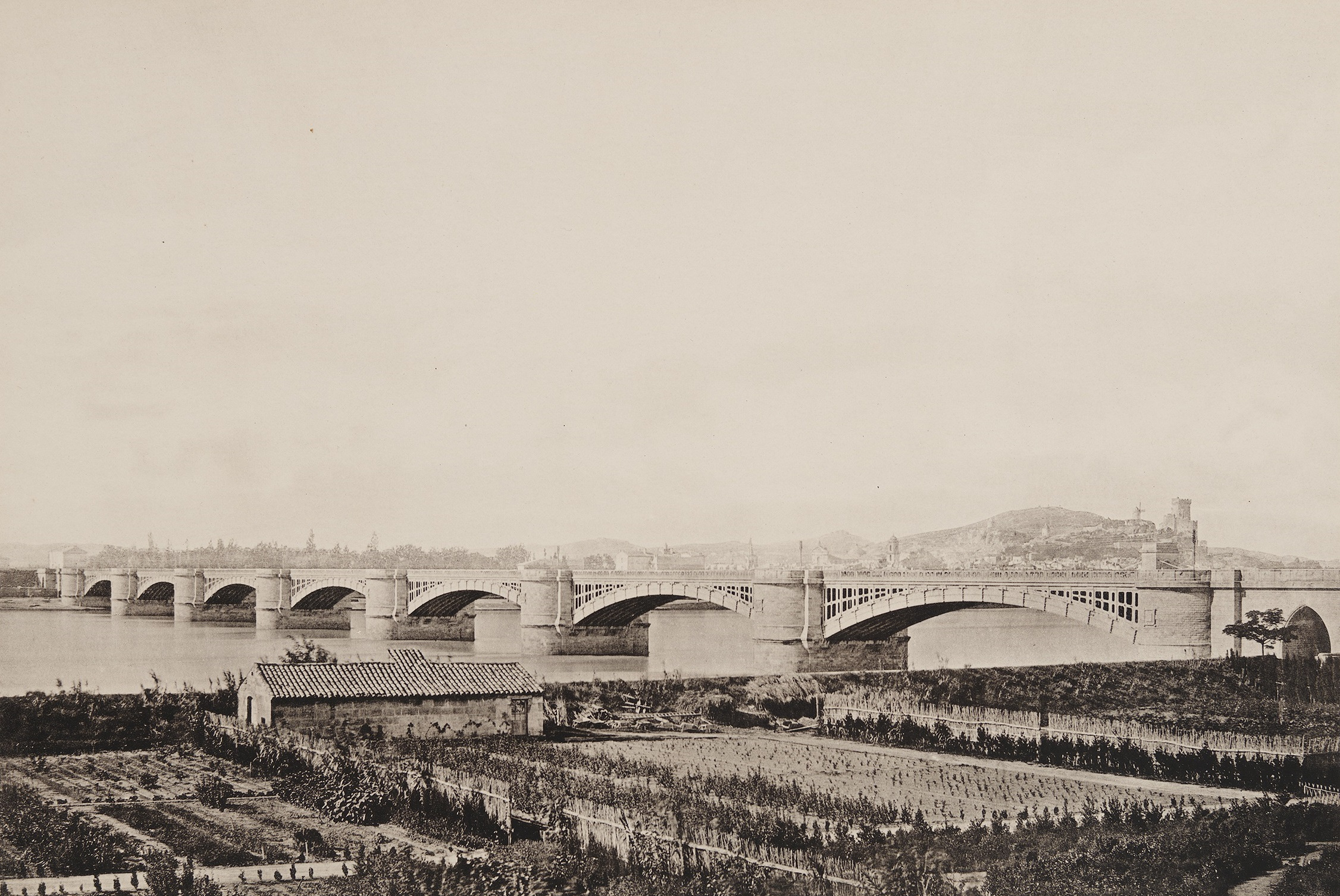
Die gesamte Brücke 1883

Jeder der großen Bögen besteht aus acht parallelen gusseisernen Bogenträgern, die im Abstand von 1,25 m angeordnet sind, lediglich die äußersten Träger haben einen Abstand von 1,35 m. Diese Träger bestehen jeweils aus 17 Teilstücken, die miteinander verschraubt sind. Auf ihren Verbindungsfugen stehen gusseiserne Stützen, die den Fahrbahnträger aufständern. Die Zwischenräume sind durch ebenfalls gusseiserne Formteile ausgefüllt. Das Brückendeck besteht aus Metallplatten, auf die der Gleisoberbau aufgebracht ist.
Die 9 m breiten und 21 m langen Pfeiler stehen auf einem bis in eine Tiefe von 10 m unter dem Wasserspiegel hinabreichenden Betonsockel, der im Schutz eines mit großen Steinen gefüllten doppelten Pfeilerrings gebaut wurde. Aus den Pfeilern kragen etwa 1 m starke Kämpfer aus, auf denen sich die Bogenträger abstützen.
Nach den Bombenschäden des Zweiten Weltkrieges wurden die zerstörten Brückenfelder wieder aufgebaut und die ganze Brücke zur Verstärkung einbetoniert, so dass sich heute ihr ursprüngliches Aussehen nur noch erahnen lässt.

## Geschichte
Der Bau der Brücke geht auf Paulin Talabot zurück, der die Kohlevorkommen von Alès (damals noch Alais) und La Grand-Combe/Bessèges mittels einer Eisenbahn nach Beaucaire erschließen und Marseille mit billiger Kohle beliefern wollte. Nachdem er diese Strecke 1840 ausgebaut hatte, erhielt er 1843 die Konzession für die Strecke von Avignon über Tarascon und Arles nach Marseille. Zu diesem Projekt gehörte auch die Eisenbahnbrücke Tarascon–Beaucaire, um die beiden Strecken miteinander zu verbinden und die Kohle ohne Umladen auf Frachtschiffe nach Marseille transportieren zu können. Der Bau der von ihm und Desplaces geplanten Brücke begann 1847, musste aber wegen finanzieller Probleme im Zusammenhang mit dem Börsenkrach im Jahr 1847 und der Februarrevolution 1848 für 18 Monate unterbrochen werden, so dass sie erst 1852 für den Verkehr freigegeben werden konnte. Die gusseisernen Teile wurden (wie schon bei der Eisenbahnbrücke Nevers) in der Gießerei von Émile Martin in Fourchambault an der Loire hergestellt.
Am 6. August 1944 wurden die Eisenbahn- und die Straßenbrücke durch die Amerikaner bombardiert. Beim Wiederaufbau nach dem Krieg wurde die Brücke zur Verstärkung einbetoniert.